# 피터 틸
피터 앤드레이어스 틸(영어: Peter Andreas Thiel, 1967년 10월 11일 ~ )은 미국의 기업인, 벤처 캐피탈리스트, 정치 활동가로, 페이팔의 창업자이다. 2003년 5월에 팔란티어 테크놀로지스를 설립하였으며 현재 대주주이다.  저서로는 <제로 투 원>이 있다.